# مري نيت
مري نيت (محبوب نيت)، المعروف أيضًا باسم مري رع (محبوب رع)، كان مسؤولًا مصريًا عاش في عصر العمارنة، حوالي عام 1350 ق.م. وهو معروف بشكل رئيسي من مقبرته التي عُثر عليها في سقارة عام 2001. يُعتقد أنه ربما يكون هو نفسه كان كاهن آتون مري رع، الذي يُعرف من مقبرته في العمارنة.
ليس هناك الكثير معروفًا عن أصل عائلة مري نيت. ربما وُلد تحت حكم الملك أمنحتب الثالث. والده كان مسؤولًا يُدعى خاوت، ولكن اسم والدته غير معروف. في أقدم أجزاء مقبرته، كان مري نيت يحمل لقب "ناظر معبد آتون"، وفيما بعد "ناظر معبد آتون في منف". ربما شغل مري نيت هذا المنصب في بداية حكم الملك أخناتون.
ربما في حوالي السنة التاسعة من حكم الملك أخناتون، قام مري نيت بتغيير اسمه إلى مري رع. في عهد الملك أخناتون، كانت تعبد فقط الشمس (في صورة آتون) وربما كان مري نيت مضطرًا إلى تغيير اسمه ليتناسب مع السياسات الدينية الملكية الجديدة. في مقبرته في سقارة، تم تغيير اسم مري نيت إلى مري رع في النقوش. من المحتمل جدًا أنه تحت حكم الملك أخناتون، كان يحمل لقب "كاتب معبد آتون في أخت أتن ومنف"، و"أعظم رائيي آتون"، وهذا اللقب هو لقب كاهن عالي لآتون.
كان هناك كاهن أكبر لآتون آخر يُعرف باسم مري رع ويشتهر بمقبرته في العمارنة. من الممكن أن يكون كلا الشخصين هما نفس الشخص. في نهاية حياته، في بداية حكم الملك توت عنخ آمون، عاد إلى منف وغيّر اسمه إلى مري نيت مرة أخرى. أصبح الآن "الكاهن الأكبر لنيت".
يبدو أن مري نيت توفي في السنوات الأولى من حكم توت عنخ آمون. تم الانتهاء من معظم مراحل تزيين مقبرته في هذه السنوات. من الممكن أنه شعر في نهاية حياته بالعار ولم يُدفن أبدًا في مقبرته. في غرف الدفن في مقبرته، لم يتم العثور على أي أجزاء من أي أدوات الدفن تحمل اسمه.

## وصلات خارجية
- مقبرة مري نيت / مري رع (التي عُثر عليها في عام 2001)